# Dinastia hetúmida
Hetúmidas (em armênio/arménio:  Հեթումյաններ), também conhecidos como Casa de Lampron (por causa do castelo de Lampron) foram os governantes do Reino Arménio da Cilícia entre 1226 e 1373. Hetum I, o fundador da dinasta, ascendeu ao trono ao se casar com a rainha Isabel da Armênia, que havia herdado o trono do pai.